# 谷硐镇
谷硐镇，是中华人民共和国贵州省黔东南苗族侗族自治州麻江县下辖的一个乡镇级行政单位。
2013年5月24日，贵州省人民政府批复同意撤销景阳布依族乡、谷硐镇，设置新的谷硐镇，镇人民政府驻谷硐村。

## 行政区划
谷硐镇下辖以下地区：
谷硐社区、谷硐村、大冲村、兰山村、黄泥村、摆沙村、乐埠村、翁牛村、干塘村、景阳村、大坪村、河边村、茶山村、茅草村和景阳布依族乡。